# Весняное (Винницкая область)
Весняное (укр. Весняне) — село на Украине, находится в Черневецком районе Винницкой области.
Код КОАТУУ — 0524984505. Население по переписи 2001 года составляет 215 человек. Почтовый индекс — 24100. Телефонный код — 4357.
Занимает площадь 0,603 км².

## Адрес местного совета
24106, Винницкая область, Черневецкий р-н, с. Мазуровка, ул. Ленина, 70